# Parantica odesia
Parantica odesia är en fjärilsart som beskrevs av Corbet 1942. Parantica odesia ingår i släktet Parantica och familjen praktfjärilar. Inga underarter finns listade i Catalogue of Life.